# چکش (فیلم)
«چکش» (انگلیسی: Hammer (film)) فیلمی در ژانر درام و جنایی است که در سال ۱۹۷۲ منتشر شد.